# Just Out festival
Just Out (č. „džast aut”) najveći je godišnji viteški internacionalni festival koji se od 2015. godine održava u poslednjoj nedelji avgusta meseca u manastiru Manasija u Despotovcu.

## O festivalu
Festival jedinstvenog K.A.M.F. (Knights, Art, Music, Food & Wine) and new tehnologies koncepta se održava od 25. do 27. avgusta u manastiru Manasija u znak sećanja na skoro 600 godina od kada je vitez reda Zmaja, despot Stefan Lazarević sagradio ovo velelepno zdanje, čak i danas jedno od najlepših, u čijem središnjem delu se nalazi crkva Svete Trojice, koju okružuje 139 mašikula i 11 kula.
Cilj festivala je promocija srpske kulturno-istorijske baštine. Okrenut je tradicionalnim vrednostima i borbi protiv nasilja nad slabijima, kao i očuvanju moralnih vrednosti, inspirisanih istorijom i čašću.
Ovaj viteški turnir predstavlja dobar način da se sretne sa slavnom epohom evropskog kontinenta i vrednostima hrišćanske civilizacije na kojima je počivao stari svet, a koji duhovno objedinjuje sve narode Evrope. Osnovna ideja organizacije festivala je afirmacija viteških vrednosti kao ideala hrišćanskog življenja kroz služenje Bogu i zajednici, kao i ideji istine, lepote, časti i pravde, a koja može da bude nadahnuće budućim generacijama.

## Prateći sadržaj festivala
Najveći deo aktivnosti se dešava u viteškom selu i borilištu, gde se održavaju viteške borbe i mačevanje, streličarski turniri i defilei vitezova iz preko 15 zemalja.
Domaćin festivala je Udruženje za očuvanje starih zanata i veština „Beli orlovi”.
Sem kulturno-umetničkog i viteškog programa, zastupljen je i bogat muzički i plesni program, kao i program za najmlađe — koji obuhvata malu školu mačevanja, grnčarije i srednjovekovne društvene igre.
Posetioci sem manastira mogu da posete i ulicu starih zanata, kao i srednjovekovni kamp — gde su smešteni učesnici programa.
U blizini postoji i kamp naselje, koje je predviđeno za smeštaj posetilaca.
Festival Just Out okrenut je tradicionalnim vrednostima. Otključava ’tajni svet’ kod istočne Srbije, približavajući svima svaki izvor, cvrkut, vruću crepulju, šljivu ranku, osmeh dečiji, topot divljih konja.

## Spoljašnje veze
- Zvanični veb-sajt
- Moja Srbija
- Srbija fest Архивирано на веб-сајту  (16. октобар 2017)
- Архивирано на веб-сајту  (16. октобар 2017)